# 나데즈다 트카첸코
나데즈다 블라디미로프나 트카첸코(러시아어: Надежда Владимировна Ткаченко, 우크라이나어: Надія Володимирівна Ткаченко 나디야 볼로디비르프나 트카첸코[*], 1948년 9월 19일 ~ )는 우크라이나의 전직 육상 선수로 소련을 대표하며 5종 경기에서 활약하였다. 1980년 모스크바 올림픽에서 금메달을 획득한 트카첸코는 도네츠크주 VSS 아반하르드에서 훈련했다.
크레멘추크에서 태어난 그녀는 1971년과 1972년 국내 선수권에서 2위를 하고, 3회의 하계 올림픽에 나갔다.
트카첸코는 1977년 유러피언 컵을 우승하는 데 자신의 첫 세계 기록 4839점을 세웠다. 그녀는 1974년 유럽 타이틀을 우승하였으나, 도핑이 실증되어 1978년 타이틀을 박탈당하여 자신이 모스크바 올림픽에서 5038점으로 우승하기 2달 전까지 18개월 동안 출전 정지를 당하였다.
그녀는 실외 종목에서 5000점을 깬 단 하나의 여성 선수이며, 1981년 7종경기와 재편되기 전에 그녀의 기록은 최후의 세계 기록이었다.
소련 정부는 그녀에게 노동의 붉은 깃발 훈장을 수여하고, 소련의 스포츠 명예 마스터 칭호를 내렸다.
자신이 사망할 때까지 나머지 인생을 위하여 스포츠 선수들을 훈련한 공로로 인하여 도네츠크의 명예 시민으로 임명되었다.

## 참조
- 나데즈다 트카첸코[깨진 링크(과거 내용 찾기)] on sports-references.com